# Wielikoarchangielskoje
Wielikoarchangielskoje (ros. Великоархангельское) – wieś (sieło) w Rosji, w obwodzie woroneskim, w rejonie buturlinowskim. W 2021 liczyła 884 mieszkańców.